# Hoheria sexstylosa
Hoheria sexstylosa är en malvaväxtart som beskrevs av William Colenso.
Hoheria sexstylosa ingår i släktet Hoheria och familjen malvaväxter. Utöver nominatformen finns också underarten Hoheria sexstylosa ovata.

## Bildgalleri

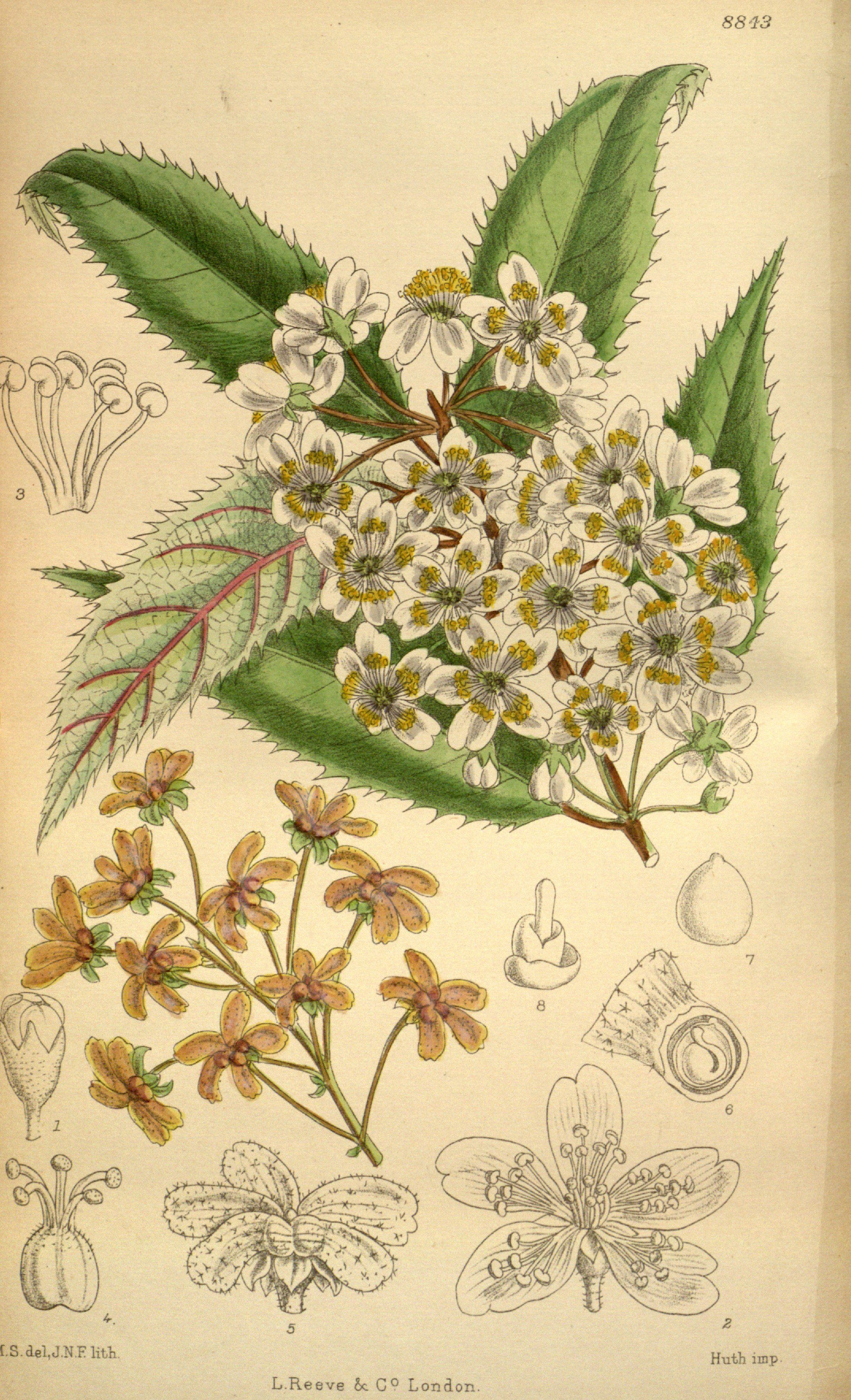
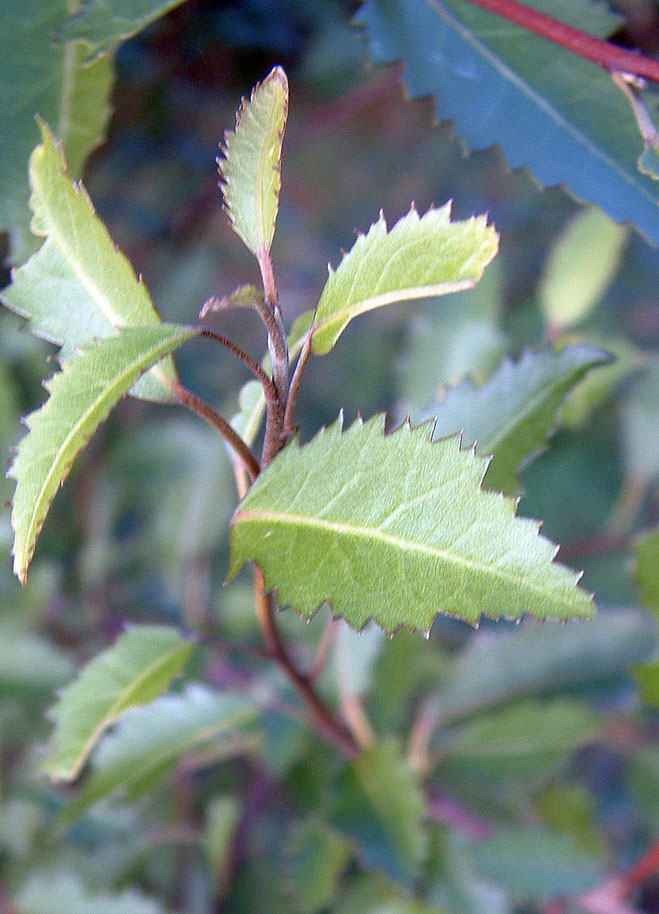